# Обамеянг, Пьер-Эмерик
Пьер-Эмери́к Эмильяно́ Франсуа́ Обамея́нг (фр. Pierre-Emerick Emiliano François Aubameyang; род. 18 июня 1989, Лаваль) — габонский и французский футболист, нападающий французского «Олимпик Марсель» и капитан сборной Габона. Лучший бомбардир в истории сборной Габона. Имеет также испанское гражданство.
В 17 лет был куплен итальянским «Миланом» и зачислен в академию команды, где и получил прозвище «Abubyboba», после выпуска из которой подписал профессиональный контракт с этим клубом. В дальнейшем четыре раза отправлялся в аренду в клубы из Франции — «Дижон», «Лилль», «Монако» и «Сент-Этьен». С «Сент-Этьеном» габонец в итоге подписал полноценный контракт, этот клуб выкупил его у «Милана». В составе «Сент-Этьена» Пьер получил признание на высшем уровне, забив 41 гол во всех турнирах за три сезона. В 2013 году пополнил ряды дортмундской «Боруссии», с которой выиграл два Суперкубка Германии и Кубок Германии. С 2018 года являлся игроком лондонского «Арсенала», в составе «канониров» Обамеянг стал победителем Кубка и Суперкубка Англии. В 2022 году игрок разорвал контракт с лондонским клубом и на правах свободного агента перешёл в каталонскую «Барселону».
В 2017 году стал лучшим бомбардиром Бундеслиги, подобного достижения он также добился в 2019 году, когда наряду с Садио Мане и Мохаммедом Салахом получил «Золотую бутсу» английской Премьер-лиги, за звание её лучшего бомбардира. В 2015 году был признан лучшим футболистом Африки.

## Ранние годы
Родился на окраинах Парижа, в семье габонских переселенцев. Отец — Пьер — также был профессиональным футболистом и провел более 80 матчей за сборную Габона. Мать Маргарита Креспо — франко-испанка. Футболом начинал заниматься на улицах столицы Франции, затем обучался в местных футбольных академиях. В 2007 году перешёл в «Милан», где до этого обучались два его старших брата Вилли и Катилина.

## Клубная карьера
В январе 2007 года Обамеянг присоединился к молодёжной команде «Милана». В августе он стал частью команды, которая финишировала четвёртой в молодёжном Кубке чемпионов, проходившего в Малайзии. На этом турнире Обамеянг забил семь голов в шести матчах и стал лучшим бомбардиром соревнования. Благодаря этому турниру он привлек внимания скаутов других клубов. Так как пробиться в основной состав «Милана» времён Карло Анчелотти было практически невозможно, Обамеянг отправился в аренду на родину, в клуб второго дивизиона «Дижон». 1 августа 2008 года прошёл дебют Обамеянга в профессиональном футболе. Он вышел с первых минут встречи против «Ланса», в котором «Дижон» потерпел поражение со счётом 3:1. В конце августа габонский форвард забил первый гол за свою команду, поразив ворота «Тура» и добыв первую победу в сезоне (2:1). За сезон он провёл 39 матчей во всех турнирах и забил 10 голов, 8 в Лиге 1 и 2 в кубке.
24 июня 2009 года перешёл на правах аренды в «Лилль». Первый гол забил 13 декабря 2009 года в матче против «Монако». Также отметился в восьми встречах Лиги Европы, в которой французский клуб дошёл до стадии 1/8 финала и уступил «Ливерпулю». За сезон он провёл только 14 матчей и забил 2 гола. Его услугами заинтересовался «Монако», который находился на грани вылета и всеми возможными способами решал свои кадровые проблемы. В 2010 году перешёл на правах аренды в «Монако». Первый гол забил 21 августа 2010 года в матче против «Ланса». В этом клубе Обамеянг провёл 19 матчей, забил два гола и раздал две голевые передачи. Через полгода был отдан в аренду «Сент-Этьену» до конца сезона. В июле 2011 года аренда была продлена до 2012 года.

### «Сент-Этьен»
22 декабря 2011 года Обамеянг подписал контракт с «Сент-Этьеном». Он быстро стал игроком стартового состава и взял себе номер 7. Первый гол забил 13 февраля 2012 года в матче против «Тулузы». Первый хет-трик оформил 22 февраля 2012 года в матче против «Лорьяна». 20 апреля 2013 года Обамеянг выиграл свой первый серьёзный трофей в карьере. «Сент-Этьен» обыграл в финальном матче Кубка лиги «Ренн» со счётом 1:0. До конца сезона вёл борьбу за место в основе и сумел забить два гола в 10 матчах. Намного удачней выдался для габонца второй сезон. В сезоне 2012/13 Обамеянг занял второе место в списке бомбардиров Лига 1, уступил только Златану Ибрагимовичу. В 37 матчах он забил 19 голов. Хорошее выступление в сезоне позволило ему завоевать награду лучшего африканского игрока сезона.

### «Боруссия» (Дортмунд)
4 июля 2013 года «Боруссия» официально объявила о покупке Обамеянга. 27 июля в матче за Суперкубок Германии против «Баварии» Обамеянг вышел на замену на 72-й минуте вместо Якуба Блащиковского, а уже на 86-й минуте отметился голевой передачей на Марко Ройса, который сделал тем самым окончательным счёт 4:2. В дебютном матче в чемпионате Германии Обамеянг оформил хет-трик против «Аугсбурга». В сезоне 2015/16 Обамеянг установил рекорд Бундеслиги, забив во всех восьми стартовых турах. Сезон 2015/16 выдался для Обамеянга самым результативным в карьере, сыграл 48 матчей во всех турнирах за «Боруссию» он забил 39 мячей: 25 в чемпионате Германии, 11 в еврокубках и 3 в кубке Германии. Всего за первые три сезона в «Боруссии» он забил 80 мячей в 143 матчах. 27 августа 2016 года габонец открыл счёт своим голам в новом сезоне уже в матче 1-го тура чемпионата Германии против «Майнца», дважды поразив ворота соперника (2:1). За «Боруссию» габонский нападающий провёл 144 матча, в которых забил 98 голов.

### «Арсенал» (Лондон)
31 января 2018 года лондонский «Арсенал» объявил о переходе Пьера-Эмерика Обамеянга из «Боруссии» за 64,75 млн евро. 3 февраля 2018 года Обамеянг дебютировал за «Арсенал» в матче против «Эвертона», канониры одержали победу со счётом 5:1, а Пьер забил четвёртый гол команды. Свой первый гол в гостях Обамеянг забил в ворота «Брайтона», однако, победы канониром добиться не удалось (1:2). Свою первую голевую передачу Обамеянг отдал на Генриха Мхитаряна в победном матче над «Уотфордом» (3:0). Обамеянг продолжал забивать и закончил сезон с десятью голами и четырьмя голевыми передачами в тринадцати матчах Премьер-лиги. Пьер стал последним футболистом, забившим под руководством Арсена Венгера в «Арсенале».
Свой первый гол в новом сезоне Обамеянг забил в победном гостевом матче против «Кардифф Сити» (3:2). После паса Александра Ляказетта, Обамеянг обработал мяч и технично, обводящим ударом из-за пределов штрафной, отправил его в дальний угол вратаря соперника. Обамеянг дебютировал за «Арсенал» в Лиге Европы, в победном матче против «Ворсклы» (4:2), забив два мяча, и на 57-й минуте был заменён Месутом Озилем. Пьер непосредственно поучаствовал в 12 голах в 10 матчах «Арсенала» на Эмирейтс. После присоединения к «Арсеналу» в феврале 2019 года Обамеянг забил 16 голов в матче Премьер-лиги. Согласно статистике сайта Opta, Обамеянгу нужно 104,6 мин в среднем на гол, что является лучшим показателем в истории Премьер-лиги (минимум 10 голов). Обамеянг стал первым игроком, который достиг отметки в 10 голов в Премьер-лиге в том сезоне, после того, как «Арсенал» одержал победу в дерби Северного Лондона над «Тоттенхэмом Хотспур». 15 сентября 2020 года Пьер-Эмерик Обамеянг подписал новый контракт с «Арсеналом» до 2023 года.
18 января 2021 года Обамеянг отметился двумя голами в матче против «Ньюкасл Юнайтед», который «канониры» выиграли со счётом 3:0. Следующие три игры габонец пропустил по причине болезни своей матери. 14 февраля Обамеянг сделал свой первый хет-трик в рамках английской Премьер-лиги, это произошло в поединке «Арсенала» с «Лидсом», который завершился со счётом 4:2. 25 февраля Пьер-Эмерик забил два гола в ворота «Бенфики», что помогло его команде выйти в 1/8 финала Лиги Европы. 14 марта он остался на скамейке запасных на северолондонском дерби против «Тоттенхэма». Тренер команды Микель Артета объяснил своё решение дисциплинарным. В 16-м туре английского чемпионата сезона 2021/22 Обамеянг не был включён в состав команды на матч против «Саутгемптона», причиной чего Артета вновь назвал неудовлетворительную дисциплину нападающего. Спустя три дня габонец был лишён капитанской повязки.

### «Барселона»
31 января 2022 года 32-летний габонский нападающий стал полноценным игроком «Барселоны», перейдя из лондонского «Арсенала» на правах свободного агента, а не в аренду, как сообщалось ранее. Об этом информирует новостной сайт Goal и журналист Фабрицио Романо в Twitter. Забил дебютный гол, а также оформил за «Барселону» хет-трик в 25-м туре сезона Ла Лиги в матче против «Валенсии». Открыл счёт и оформил дубль в матче против «Реала» в 29-м туре Ла Лиги.

### «Челси»
Летом 2022 года стало известно, что Обамеянга хочет видеть в своём составе английский «Челси». Главный тренер «синих» Томас Тухель настаивал на выкупе игрока, так как работал с Пьером-Эмериком, ещё представляя «Боруссию». Английский клуб предложил «Барселоне» 19 миллионов евро с 5 миллионами бонусом. В августе появилась информация, что сделка почти готова. В ночь закрытия летнего трансферного окна Обамеянг официально перешёл в «Челси».

## Выступления за сборную
После хорошего сезона в «Дижоне» получил приглашение сыграть за молодёжную сборную Италии (до 19), но отказался и дебютировал за молодёжную сборную Франции (до 21) в товарищеском матче против молодёжной сборной Туниса. 25 марта 2009 года Обамеянг дебютировал за сборную Габона. Первый гол забил в матче против Марокко, игра закончилась со счетом 3:2. Затем он забил голы в товарищеских матчах против сборных Бенина, Того, Алжира и Сенегала. Обамеянг был ключевым игроком сборной, которая достигла четвертьфинала Кубка африканских наций 2012 года. В общей сложности на турнире он забил три гола и стал одним из лучших бомбардиров. В четвертьфинальном матче с командой Мали габонец не забил пенальти в послематчевой серии, в результате чего сборная проиграла. В июле 2012 года Обамеянг представлял сборною Габона на летних Олимпийских играх 2012 года в Лондоне. Единственный гол он забил в матче против сборной Швейцарии. 15 июня 2013 года оформил свой первый хет-трик за сборную в отборочных матчах ЧМ-2014 года против сборной Нигерии. Но на чемпионат мира сборная Габона не попала. В отборочном турнире Кубка африканских наций 2015 года оформил дубль в матче против сборной Буркина-Фасо. На кубке он был капитаном сборной.

## Достижения

### Командные
«Сент-Этьен»
- Обладатель Кубка французской лиги: 2012/13

«Боруссия» (Дортмунд)
- Обладатель Кубка Германии: 2016/17
- Обладатель Суперкубка Германии (2): 2013, 2014

«Арсенал» (Лондон)
- Обладатель Кубка Англии: 2019/20
- Обладатель Суперкубка Англии: 2020

«Барселона»
- Чемпион Испании: 2022/23

### Личные
- Футболист года в Африке: 2015
- Игрок сезона в Бундеслиге по мнению VDV : 2015/16[24]
- Лучший бомбардир чемпионата Германии: 2016/17
- Лучший бомбардир английской Премьер-лиги: 2018/19
- Лучший бомбардир Лиги Европы УЕФА: 2023/24
- Команда года по версии ПФА: 2019/20
- Игрок месяца английской Премьер-лиги (2): октябрь 2018, сентябрь 2019
- Входит в состав символической сборной Африки по версии КАФ (6): 2013, 2014, 2015, 2016, 2018, 2019[25]
- Входит в состав символической сборной сезона Лиги Европы УЕФА (3): 2016/17, 2018/19, 2023/24[26]
- Лучший бомбардир в истории сборной Габона
- Лучший бомбардир в истории Лиги Европы УЕФА (с 2009 года): 37 голов[27]

## Статистика выступлений

### Клубная карьера
| Выступление      | Выступление      | Выступление      | Чемпионат | Чемпионат | Кубки | Кубки | Еврокубки | Еврокубки | Прочие | Прочие | Итого | Итого |
| Клуб             | Лига             | Сезон            | Игры      | Голы      | Игры  | Голы  | Игры      | Голы      | Игры   | Голы   | Игры  | Голы  |
| ---------------- | ---------------- | ---------------- | --------- | --------- | ----- | ----- | --------- | --------- | ------ | ------ | ----- | ----- |
| Милан            | Серия А          | 2007/08          | 0         | 0         | 0     | 0     | 0         | 0         | 0      | 0      | 0     | 0     |
| Милан            | Итого            | Итого            | 0         | 0         | 0     | 0     | 0         | 0         | 0      | 0      | 0     | 0     |
| Дижон→           | Лига 2           | 2008/09          | 34        | 8         | 5     | 2     | 0         | 0         | 0      | 0      | 39    | 10    |
| Дижон→           | Итого            | Итого            | 34        | 8         | 5     | 2     | 0         | 0         | 0      | 0      | 39    | 10    |
| Лилль→           | Лига 1           | 2009/10          | 14        | 2         | 1     | 0     | 9         | 0         | 0      | 0      | 24    | 2     |
| Лилль→           | Итого            | Итого            | 14        | 2         | 1     | 0     | 9         | 0         | 0      | 0      | 24    | 2     |
| Монако→          | Лига 1           | 2010/11          | 19        | 2         | 4     | 0     | 0         | 0         | 0      | 0      | 23    | 2     |
| Монако→          | Итого            | Итого            | 19        | 2         | 4     | 0     | 0         | 0         | 0      | 0      | 23    | 2     |
| Сент-Этьен       | Лига 1           | 2010/11          | 14        | 2         | 0     | 0     | 0         | 0         | 0      | 0      | 14    | 2     |
| Сент-Этьен       | Лига 1           | 2011/12          | 36        | 16        | 2     | 2     | 0         | 0         | 0      | 0      | 38    | 18    |
| Сент-Этьен       | Лига 1           | 2012/13          | 37        | 19        | 8     | 2     | 0         | 0         | 0      | 0      | 45    | 21    |
| Сент-Этьен       | Итого            | Итого            | 87        | 37        | 10    | 4     | 0         | 0         | 0      | 0      | 97    | 41    |
| Боруссия Д       | Бундеслига       | 2013/14          | 32        | 13        | 7     | 2     | 9         | 1         | 0      | 0      | 48    | 16    |
| Боруссия Д       | Бундеслига       | 2014/15          | 33        | 16        | 5     | 6     | 8         | 3         | 0      | 0      | 46    | 25    |
| Боруссия Д       | Бундеслига       | 2015/16          | 31        | 25        | 4     | 3     | 14        | 11        | 0      | 0      | 49    | 39    |
| Боруссия Д       | Бундеслига       | 2016/17          | 32        | 31        | 5     | 2     | 9         | 7         | 0      | 0      | 46    | 40    |
| Боруссия Д       | Бундеслига       | 2017/18          | 16        | 13        | 2     | 4     | 6         | 4         | 0      | 0      | 24    | 21    |
| Боруссия Д       | Итого            | Итого            | 144       | 98        | 23    | 17    | 46        | 26        | 0      | 0      | 213   | 141   |
| Арсенал          | Премьер-лига     | 2017/18          | 13        | 10        | 1     | 0     | 0         | 0         | 0      | 0      | 14    | 10    |
| Арсенал          | Премьер-лига     | 2018/19          | 36        | 22        | 3     | 1     | 12        | 8         | 0      | 0      | 51    | 31    |
| Арсенал          | Премьер-лига     | 2019/20          | 36        | 22        | 2     | 4     | 6         | 3         | 0      | 0      | 44    | 29    |
| Арсенал          | Премьер-лига     | 2020/21          | 29        | 10        | 2     | 2     | 8         | 3         | 0      | 0      | 39    | 15    |
| Арсенал          | Премьер-лига     | 2021/22          | 14        | 4         | 1     | 3     | 0         | 0         | 0      | 0      | 15    | 7     |
| Арсенал          | Итого            | Итого            | 128       | 68        | 9     | 10    | 26        | 14        | 0      | 0      | 163   | 92    |
| Барселона        | Примера          | 2021/22          | 17        | 11        | 0     | 0     | 6         | 2         | 0      | 0      | 23    | 13    |
| Барселона        | Примера          | 2022/23          | 1         | 0         | 0     | 0     | 0         | 0         | 0      | 0      | 1     | 0     |
| Барселона        | Итого            | Итого            | 18        | 11        | 0     | 0     | 6         | 2         | 0      | 0      | 24    | 13    |
| Челси            | Премьер-лига     | 2022/23          | 15        | 1         | 0     | 0     | 6         | 2         | 0      | 0      | 21    | 3     |
| Челси            | Итого            | Итого            | 15        | 1         | 0     | 0     | 6         | 2         | 0      | 0      | 21    | 3     |
| Олимпик Марсель  | Лига 1           | 2023/24          | 25        | 11        | 2     | 1     | 11        | 11        | 0      | 0      | 38    | 23    |
| Олимпик Марсель  | Итого            | Итого            | 25        | 11        | 2     | 1     | 11        | 11        | 0      | 0      | 38    | 23    |
| Всего за карьеру | Всего за карьеру | Всего за карьеру | 485       | 237       | 54    | 34    | 104       | 55        | 0      | 0      | 643   | 326   |

### Статистика за сборную
| Год   | Игры | Голы |
| ----- | ---- | ---- |
| 2009  | 7    | 2    |
| 2010  | 10   | 3    |
| 2011  | 5    | 0    |
| 2012  | 8    | 4    |
| 2013  | 4    | 3    |
| 2014  | 4    | 2    |
| 2015  | 10   | 5    |
| 2016  | 2    | 2    |
| 2017  | 1    | 1    |
| Итого | 51   | 22   |

### Матчи за сборную
| №  | Дата             | Оппонент              | Счёт          | Голы | Соревнование              |
| -- | ---------------- | --------------------- | ------------- | ---- | ------------------------- |
| 1  | 28 марта 2009    | Марокко               | 2:1           | 1    | Отборочные матчи ЧМ-2010  |
| 2  | 6 июня 2009      | Того                  | 3:0           | —    | Отборочные матчи ЧМ-2010  |
| 3  | 11 августа 2009  | Бенин                 | 1:1           | 1    | Товарищеский матч         |
| 4  | 5 сентября 2009  | Камерун               | 0:2           | —    | Отборочные матчи ЧМ-2010  |
| 5  | 9 сентября 2009  | Камерун               | 1:2           | —    | Отборочные матчи ЧМ-2010  |
| 6  | 10 октября 2009  | Марокко               | 3:1           | —    | Отборочные матчи ЧМ-2010  |
| 7  | 14 ноября 2009   | Того                  | 0:1           | —    | Отборочные матчи ЧМ-2010  |
| 8  | 6 января 2010    | Мозамбик              | 2:0           | —    | Товарищеский матч         |
| 9  | 13 января 2010   | Камерун               | 1:0           | —    | Финальные матчи КАН-2010  |
| 10 | 17 января 2010   | Тунис                 | 0:0           | —    | Финальные матчи КАН-2010  |
| 11 | 21 января 2010   | Замбия                | 1:2           | —    | Финальные матчи КАН-2010  |
| 12 | 19 мая 2010      | Того                  | 3:0           | 1    | Товарищеский матч         |
| 13 | 11 августа 2010  | Алжир                 | 2:1           | 1    | Товарищеский матч         |
| 14 | 6 сентября 2010  | Буркина-Фасо          | 1:1           | —    | Товарищеский матч         |
| 15 | 8 октября 2010   | Оман                  | 0:1           | —    | Товарищеский матч         |
| 16 | 12 октября 2010  | Саудовская Аравия     | 0:1           | —    | Товарищеский матч         |
| 17 | 17 ноября 2010   | Сенегал               | 1:2           | 1    | Товарищеский матч         |
| 18 | 9 февраля 2011   | ДР Конго              | 0:2           | —    | Товарищеский матч         |
| 19 | 7 июня 2011      | Гамбия                | 0:1           | —    | Товарищеский матч         |
| 20 | 10 августа 2011  | Гвинея                | 1:1           | —    | Товарищеский матч         |
| 21 | 10 ноября 2011   | Бразилия              | 0:2           | —    | Товарищеский матч         |
| 22 | 15 ноября 2011   | Гана                  | 1:2           | —    | Товарищеский матч         |
| 23 | 16 января 2012   | Судан                 | 0:0           | —    | Товарищеский матч         |
| 24 | 23 января 2012   | Нигер                 | 2:0           | 1    | Финальные матчи КАН-2012  |
| 25 | 27 января 2012   | Марокко               | 3:2           | 1    | Финальные матчи КАН-2012  |
| 26 | 31 января 2012   | Тунис                 | 1:0           | 1    | Финальные матчи КАН-2012  |
| 27 | 5 февраля 2012   | Мали                  | 1:1 (4:5 пен) | —    | Финальные матчи КАН-2012  |
| 28 | 9 июня 2012      | Буркина-Фасо          | 1:0           | —    | Отборочные матчи ЧМ-2014  |
| 29 | 8 сентября 2012  | Того                  | 1:1           | —    | Отборочные матчи КАН-2013 |
| 30 | 14 октября 2012  | Того                  | 1:2           | 1    | Отборочные матчи КАН-2013 |
| 31 | 23 марта 2013    | Республика Конго      | 0:1           | —    | Отборочные матчи ЧМ-2014  |
| 32 | 8 июня 2013      | Республика Конго      | 0:0           | —    | Отборочные матчи ЧМ-2014  |
| 33 | 15 июня 2013     | Нигер                 | 4:1           | 3    | Отборочные матчи ЧМ-2014  |
| 34 | 7 сентября 2013  | Буркина-Фасо          | 0:1           | —    | Отборочные матчи ЧМ-2014  |
| 35 | 6 сентября 2014  | Ангола                | 1:0           | —    | Отборочные матчи КАН-2015 |
| 36 | 10 сентября 2014 | Лесото                | 1:1           | —    | Отборочные матчи КАН-2015 |
| 37 | 11 октября 2014  | Буркина-Фасо          | 2:0           | 2    | Отборочные матчи КАН-2015 |
| 38 | 15 октября 2014  | Буркина-Фасо          | 1:1           | —    | Отборочные матчи КАН-2015 |
| 39 | 9 января 2015    | Сенегал               | 0:1           | —    | Товарищеский матч         |
| 40 | 17 января 2015   | Буркина-Фасо          | 2:0           | 1    | Финальные матчи КАН-2015  |
| 41 | 21 января 2015   | Республика Конго      | 0:1           | —    | Финальные матчи КАН-2015  |
| 42 | 25 января 2015   | Экваториальная Гвинея | 0:2           | —    | Финальные матчи КАН-2015  |
| 43 | 25 марта 2015    | Мали                  | 4:3           | 2    | Товарищеский матч         |
| 44 | 14 июня 2015     | Кот-д’Ивуар           | 0:0           | —    | Товарищеский матч         |
| 45 | 5 сентября 2015  | Судан                 | 4:0           | 1    | Товарищеский матч         |
| 46 | 9 октября 2015   | Тунис                 | 3:3           | 1    | Товарищеский матч         |
| 47 | 12 октября 2015  | ДР Конго              | 1:2           | —    | Товарищеский матч         |
| 48 | 14 ноября 2015   | Мозамбик              | 1:0 (4:3 пен) | —    | Отборочные матчи ЧМ-2018  |
| 49 | 25 марта 2016    | Сьерра-Леоне          | 2:1           | 1    | Товарищеский матч         |
| 50 | 2 сентября 2016  | Судан                 | 2:1           | 1    | Товарищеский матч         |
| 51 | 8 октября 2016   | Марокко               | 0:0           | —    | Отборочные матчи ЧМ-2018  |
| 52 | 12 ноября 2016   | Мали                  | 0:0           | —    | Отборочные матчи ЧМ-2018  |
| 53 | 14 января 2017   | Гвинея-Бисау          | 1:1           | 1    | Финальные матчи КАН-2017  |
| 54 | 18 января 2017   | Буркина-Фасо          | 1:1           | 1    | Финальные матчи КАН-2017  |
| 55 | 22 января 2017   | Камерун               | 0:0           | —    | Финальные матчи КАН-2017  |
| 56 | 7 октября 2017   | Марокко               | 0:3           | —    | Отборочные матчи ЧМ-2018  |

Итого: сыграно матчей: 56 / забито голов: 23; победы: 20, ничьи: 16, поражения: 20.

## Семья
Его отец Пьер также выступал за сборную Габона и провёл за неё 80 матчей. Два его брата Катилина и Вилли также были игроками «Милана».
Женат на давней подруге Алише. У пары есть двое сыновей — Кертис (13.08.2011) и Пьер (04.08.2016).